# Херне
Херне (нем. Herne) — город в Германии, в земле Северный Рейн-Вестфалия. Находится между городами Бохум и Гельзенкирхен.
Население — 169,2 тыс. жителей (2007).
| Год  | Население |
| ---- | --------- |
| 1995 | 180 029   |
| 2000 | 175 661   |
| 2005 | 171 831   |
| 2010 | 165 632   |

## География
Херне лежит между Бохумом и Реклингхаузеном на южном склоне долины Эшера, на песчаной террасе. Город окружён горнопромышленными и индустриальными ландшафтами. Самая высокая точка на территории города — 130 м, самая низкая — 33 м над уровнем моря. Наибольшая протяжённость города с севера на юг составляет 6,3 км, с запада на восток — 12,2 км.

### Воды
Северная граница Херне на значительном протяжении образована Эмшером, в долине которого проходит канал Рейн-Херне. По территории Херне протекают многочисленные притоки Эмшера. Это Бёрнигер-Бах, Зондигер-Бах, Шторхенграбен, Ландвербах и Росбах, Остбах с притоком Мюленбах, Шмидесбах, Дорнебургер-Бах и Хюллер-Бах.

### Соседи
Следующие города граничат с Херне (по часовой стрелке начиная с севера): Хертен, Реклингхаузен, и Кастроп-Рауксель (все в районе Реклингхаузен), а также Бохум и Гельзенкирхен (оба самостоятельные городские округа).

## Города-побратимы
- Энен-Бомон, Франция (1954)
- Уэйкфилд, Великобритания (1956)
- Ометепе, Никарагуа (1988)
- Белгород, Россия (1990)
- Лютерштадт-Айслебен, Германия (1990)
- Конин, Польша (1991)

Побратимские отношения с Кониным, Белгородом и Лютерштадтом-Айслебеном были установлены за время руководства городом В. Польманна, который был мэром с октября 1984 по октябрь 1994.